# Wilhelm Küchelbecker
Wilhelm Küchelbecker (sau Küchelbecher; în rusă Вильге́льм Ка́рлович Кюхельбе́кер, n. 21 iunie 1797, Sankt Petersburg, Imperiul Rus - d. 23 august 1846) a fost un poet romantic și dramaturg rus.
A participat la Revolta decembriștilor din 1825, căreia i-a dedicat o mare parte din scrierile sale.

## Scrieri
- 1829-1841: Izorskii (Ижорский)
- 1832-1843: Ultimul Colonna (Последний Колонна), roman.
- 1834: Prokofii Liapunov (Прокофий Ляпунов), tragedie cu argument patriotic